# Aeroporto de Tromsø, Langnes
O Aeroporto de Tromsø-Langnes   (em norueguês:  Tromsø lufthavn, Langnes e em inglês:  Tromsø Airport, Langnes; código IATA: TOS, código ICAO: ENTC) está localizado a 3 km a noroeste do centro da cidade de Tromsø, no lado oeste da ilha de Tromsøya, no norte da Noruega.